# DVB-H
DVB-H (englisch für Digital Video Broadcasting - Handhelds, deutsch: Digitaler Videorundfunk für Mobilgeräte) ist ein ehemaliger Übertragungsstandard, mit dem digitale Rundfunkprogramme über kleine und/oder mobile Geräte empfangen werden können. DVB-H war während der Entwurfs- und Entwicklungsphase auch unter den Namen DVB-M (für Mobile) und DVB-X bekannt.
Die Europäische Kommission legte sich 2007 auf diese Technologie fest, der Einsatz erwies sich aber kommerziell als Fehlschlag. Der letzte DVB-H-Sender wurde im März 2012 in Finnland abgeschaltet. Noch 2010 begann die Entwicklung des Nachfolgers DVB-NGH (für englisch Next Generation Handhelds) und ein Draft wurde 2012 veröffentlicht. Die ursprünglich für 2015 geplante Einführung von DVB-NGH scheiterte jedoch ebenfalls.

## Technik

Gemischter DVB-H/T-Multiplex mit drei DVB-T und vier DVB-H Programmen

DVB-H ist ein Standard des Europäischen Instituts für Telekommunikationsnormen (ETSI) (EN 302 304, November 2004).
Mit DVB-H können Multimediadienste (insbesondere Fernsehen) für Mobiltelefone und andere kleine mobile Geräte über Rundfunk ausgesendet werden. DVB-H wurde wie das digitale Antennenfernsehen DVB-T terrestrisch ausgesendet und baute auf dessen Technik auf. Zum DVB-T-Standard hinzu kamen 4K-IFFT, längere Interleaver (in-depth), time-slicing und MPE-FEC. Die Videos können mit moderneren Videokompressionsverfahren kodiert werden, wie z. B. H.264/AVC (MPEG-4 Part 10, Advanced Video Coding), wie es bei DVB-S2 getan wird.
Die genauen Datenraten und Auflösungen können entsprechend der Kapazität des Sendernetzes und der Anforderungen der Endgeräte angepasst werden. In den meisten Netzwerken wurde eine Auflösung von 320 × 240 Pixeln (QVGA) bei etwa 300 kbit/s eingesetzt; ebenfalls möglich wäre ein Viertel der üblichen digitalen Fernsehauflösung, das sind 352 × 288 Pixel (CIF), gewesen.
DVB-H ist auf Transportstromebene kompatibel zu DVB-T. Es können daher gemischte DVB-H/T-Multiplexe erzeugt werden, so dass sich beide Systeme den entsprechenden Kanal teilen.
DVB-H kann unter anderem auf folgenden Frequenzbändern ausgestrahlt werden:
- VHF-Band III entsprechend 170–230 MHz
- UHF-IV/V entsprechend 470–862 MHz
- L-Band im Bereich 1,452–1,492 GHz.

Die benötigte Leistungsaufnahme der mobilen Empfangsgeräte wird durch ein Zeitmultiplexverfahren (Time-Slicing) erheblich gesenkt. Dies wird unter anderem dadurch erzielt, dass die zu einem Programm gehörigen Pakete zu vorhersehbaren Zeitpunkten versendet werden, so dass der Empfänger sich in der Zwischenzeit abschalten kann, um Energie zu sparen. Pakete werden dabei gesammelt in so genannten Bursts übertragen. Die höchste Stromspareffizienz wird erreicht, wenn ein komplettes DVB-Ensemble mit DVB-H-Diensten gefüllt wird, aber bereits ab der Nutzung etwa eines Viertels der Datenrate eines DVB-T-Kanals durch DVB-H führt der Einsatz des Time-Slicings zu einer Reduzierung der Leistungsaufnahme auf ca. 40 mW für den reinen DVB-H-Empfänger.
Ein Nachteil, der sich aus dem Einsatz von Time-Slicing ergibt, ist die verlängerte Umschaltzeit zwischen zwei Kanälen. Diese kann – je nach Empfangsbedingungen – zwischen 4 und 15 Sekunden liegen. Der Grund dafür ist, dass nach dem Umschalten gewartet werden muss, bis der erwartete Burst übertragen wird und die Übertragung vollständig und fehlerfrei abgeschlossen ist. Weiterhin muss der Burst genügend Informationen enthalten, sodass dessen Inhalt kontinuierlich abgespielt werden kann.

## Ehemalige Nutzung

### Früherer Einsatz weltweit
2008 gab es 15 Anbieter weltweit, die DVB-H im Regelbetrieb anboten, hauptsächlich in Europa, Asien und Afrika. Diese sind bis 2012 allesamt abgeschaltet worden.

### Einsatz in Europa
Nach der DVB-H Weltpremiere im Juni 2006 in Italien durch den Mobilfunkanbieter H3G startete im Juni 2008 KPN in den Niederlanden. Ende 2007 hatte das DVB-H-Angebot von Drei in Italien 750.000 Kunden.
Die Europäische Kommission sprach sich am 18. Juli 2007 für die Einführung von DVB-H als einheitliches europäisches System für Mobile TV aus und beteiligte sich aktiv an der Verbreitung. Im Jahr 2008 wurde DVB-H in das EU-Verzeichnis der Normen und Spezifikationen aufgenommen.
2007 sprach sich der deutsche Bundesrat dagegen aus, gesondert Frequenzen, insbesondere im L-Band, exklusiv für DVB-H zu reservieren.

### Einsatz im deutschsprachigen Raum

#### Österreich
Die Einführung von Handy-TV über DVB-H hatte in Österreich 2007 erste Hürde genommen, der Dienst wurde Ende 2010 wieder eingestellt.
Die entsprechenden Gesetzesnovellen hatten am 30. Mai 2007 den Ministerrat passiert. Ende Juni 2007 wurde das Pilotprojekt „mobile tv austria“ abgeschlossen, bei dem rund 1.000 ausgewählte Nutzer in Wien die neue Mediengeneration DVB-H testeten. Die Erkenntnisse: Die Wiener Testpersonen nutzten das Handy-TV vor allem am Vorabend unter der Woche zu Hause. Im Durchschnitt sahen sie eine halbe Stunde täglich fern und dann insbesondere Nachrichten.
Am 29. Februar 2008 gab die zuständige Behörde RTR die DVB-H-Lizenz an ein Konsortium von Media Broadcast, Hutchison Drei Austria und one.
Mit 6. Juni 2008 – also rechtzeitig zur Fußball-Europameisterschaft 2008 in Österreich und der Schweiz – war das DVB-H-Angebot von one und 3 sowie der neu hinzugekommenen Mobilkom Austria verfügbar und umfasste 15 Fernsehsender: ORF 1, ORF 2, ATV, Puls 4, ProSieben Austria, RTL, Sat.1 Österreich, VOX, laola1.tv, LALA (Universal Music TV), Krone TV, Red Bull TV, RTL II, N24, Super RTL sowie 5 Radiostationen: Ö3, FM4, KroneHit, Ö1 und LoungeFM. Ab dem 8. August 2008 war DVB-H in allen neun Landeshauptstädten Österreichs empfangbar. Ende 2009 konnten theoretisch etwas mehr als 50 % der Bevölkerung mit DVB-H versorgt werden.
Das DVB-H-Angebot konnte jedoch kaum Zuschauer gewinnen (geschätzt maximal 10.000–15.000) und wurde am 31. Dezember 2010 eingestellt.

#### Schweiz
In der Schweiz wurden ebenfalls DVB-H-Lizenzen ausgeschrieben und der Dienst wurde im Jahr 2010 beendet. Den Zuschlag der der zuständigen Behörde ComCom erhielt am 28. September 2007 die Swisscom. Den kommerziellen Betrieb begann die Swisscom am 13. Mai 2008 unter dem Produkt-Namen 'Bluewin TV mobile' – vorläufig mit einem Endgerät und zwanzig Kanälen inklusiv elektronischem Programmführer (Electronic Program Guide).
Nach anfänglichen starkem Wachstum der DVB-Kundenzahlen zur Fußball-Europameisterschaft 2008 flachte dieses im Sommer 2008 ab. Im Oktober 2008 hatte die Swisscom nach eigenen Angaben weniger als 5000 DVB-H-Kunden und blieb damit hinter den eigenen Erwartungen zurück. Die Swisscom machte für den mangelnden Erfolg die Tatsache verantwortlich, dass in der Schweiz bis September 2008 nur das Nokia N77 als DVB-H-Empfangsgerät zur Verfügung stand. Erst im Oktober 2008 wurde die Anzahl der Empfangsgeräte auf vier erweitert. Die in der Schweiz am meisten gesehenen Sendungen am Handy seien Live-Übertragungen.
Im Oktober 2008 war DVB-H nach Angaben der Swisscom für 44 % der bevölkerten Gebiete empfangbar, insbesondere in den Agglomerationen Bern, Basel, Genf, Lausanne und Zürich.
Das DVB-H-Angebot der Swisscom wurde per 23. März 2010 eingestellt.

#### Deutschland
Im Gegensatz zu anderen Ländern gab es in Deutschland nie einen kommerziellen Einsatz von DVB-H und der Einsatz kam über den Testbetrieb nie hinaus. 2006 zogen die Mobilfunknetzbetreiber T-Mobile, Vodafone, E-Plus und O2 in einer gemeinsamen Presseaussendung noch positive Bilanz aus dem vorangegangenen gemeinsamen Pilotprojekt. Zu diesem Zeitpunkt war in Italien DVB-H bereits kommerziell verfügbar. Der Appell der Mobilfunknetzbetreiber richtete sich an Bund und Länder, nun die notwendigen Lizenzen schnell zu vergeben.
Die Bundesnetzagentur wählte am 15. Oktober 2007 die ehemals zu T-Systems gehörende Media Broadcast als DVB-H-Sendenetzbetreiber aus und vergab Frequenzen für eine bundesweite DVB-H-Abdeckung. Der Aufbau des kommerziellen Netzes begann im Frühjahr 2008.
Am 16. Oktober 2007 beschloss die Gesamtkonferenz der Landesmedienanstalten, dem Konsortium “Mobile 3.0” die Lizenz für den Sendebetrieb zu erteilen. Dieses Konsortium war ein Joint Venture der Gesellschaften MFD Mobiles Fernsehen Deutschland und NEVA Media, an denen Medienkonzerne wie Hubert Burda Media und die Verlagsgruppe Georg von Holtzbrinck beteiligt sind. Eine Kooperation der Mobilfunknetzbetreiber T-Mobile, Vodafone und O2 erhielt zwar die Genehmigung vom Bundeskartellamt, nicht aber den Zuschlag für die Lizenz.
Friedrich Joussen, Deutschlandchef von Vodafone, erklärte im Mai 2008 öffentlich, dass er DVB-H für gescheitert hält.
Am 1. Juni 2008 begann das Konsortium Mobile 3.0 mit dem Testbetrieb in Hamburg, Südbayern (Erste Testphase zuvor in München und Wendelstein), Frankfurt am Main und Hannover. Während des Testbetriebes wurden insgesamt neun Fernseh- und drei Radiosender ausgestrahlt. Die Sender Das Erste und ZDF, das geplante Regionalprogramm Deutschland 24 sowie die drei Radiosender bigMUSIC, MyFun Radio und 90elf wurden unverschlüsselt gesendet. RTL, VOX, Sat.1, ProSieben sowie n-tv und N24 wurden verschlüsselt gesendet. Der Testbetrieb sollte der Erprobung der Sende- und Empfangstechnik sowie der Erprobung der Verschlüsselung dienen.
Ein regulärer Sendebetrieb wurde erst mit Abschluss des zu diesem Zeitpunkt immer noch andauernden Lizenzierungsverfahren durch die Landesmedienanstalten avisiert.
Nachdem es bereits im Juli 2008 Anzeichen für eine Einstellung des DVB-H-Betriebes gab, steht nun fest, dass das Konsortium Mobile 3.0 mit dem Vorhaben gescheitert ist, mobiles Fernsehen via DVB-H kommerziell zu starten. Bis 31. Oktober 2008 musste Mobile 3.0 die Sendelizenzen an die Landesmedienanstalten zurückgeben. Die Lizenzen sollten neu ausgeschrieben werden. Man habe festgestellt, „dass ein Festhalten an diesem Pilotversuch das DVB-H-Projekt nicht weiter bringt“, argumentiert Thomas Langheinrich, Vorsitzender der Kommission für Zulassung und Aufsicht der Landesmedienanstalten (ZAK).
Nachdem DVB-T-Mobiltelefone verfügbar wurden, war der weitere Erfolg von DVB-H ungewiss. Um doch noch einen Absatzmarkt für die Technik zu finden, forderte Rudolf Gröger, Mobile-3.0-Präsident, dass DVB-T-Handys in Deutschland nicht mehr verkauft werden dürften. In Südbayern wurden die Frequenzen bis Januar 2010 reserviert. Inzwischen wurde auf den Nachfolgestandard DVB-T2 umgestellt, der hochauflösendes Fernsehen ermöglicht, aber auch Parameter für den Mobilen Empfang vorsieht.
Im Januar 2010 appellierte die ZAK an die Interessenten von DVB-H, sich für eine Neuausschreibung der Sendelizenzen im März 2010 zu bewerben. Nachdem seitens der großen Mobilfunkanbieter aber kein Interesse mehr bestanden hatte, fand keine Neuausschreibung statt.

### DVB-H-Endgeräte

#### Italien
Kommerziell waren verfügbar:
- LG: HB620, U960, U900
- Samsung: SGH-F510, P910
- Momo Design: MD-3
- Nokia: N96

#### Niederlande
Kommerziell waren verfügbar:
- Samsung: SGH-P960
- LG: KB620
- Nokia: N96

#### Schweiz
Kommerziell war das Angebot bis zur Einstellung als Bluewin TV mobile Swisscom verfügbar:
- Nokia: N96
- LG: KB620
- Samsung: SGH-P960

#### Österreich
Kommerziell waren verfügbar:
- Nokia: 5530 Mobile TV edition, N77, N96
- ZTE: RBM1, MD900, MF635 (HSDPA-Datenmodem mit integriertem DVB-H-Empfänger)